# VSG Altglienicke
Volkssport Gemeinschaft Altglienicke Berlin e.V. é uma agremiação esportiva alemã, sediada em Berlim, fundada em 1882.
Baseada em Treptow, distrito ao leste da capital, possui departamentos de vôlei, handebol, boliche, atividades para idosos e ginástica.

## História
O VSG se baseia na existência anterior de outros Altglienicke locais. O primeiro foi o MTV Spiess fundado em 1883 através de um clube de ginástica formado em meados do século. Como era comum na época o clube tinha um caráter nacionalista marcial. Essa associação desportiva logo adotou o handebol, um legado passado para a modernização.
Dois outros clubes Altenglienicker Arbeiter-und Turnsportverein, também conhecido como Bewegungsclub Freiheit e Altglienicker Ballspielclub foram formados em 1906. Cada um deles se compunha de departamentos de futebol. O AATSV tinha também uma seção de atletismo. As três associações permaneceram ativas até 1933 quando a AATSV parece ter sido distribuída entre os demais.
Após a Segunda Guerra Mundial as autoridades de ocupação aliadas proibiram todas as organizações existentes na Alemanha, incluindo esportes e associações de futebol. Os clubes desportivos logo foram reformados e, em 1948, o Altglienicker Sportverein surgiu reunindo as associações dos antigos clubes. Em 1951, tinha construído um novo estádio, mas também estava sob pressão na Alemanha Oriental pelas autoridades para que se fundisse com o BSG Chemie Adlershof. Seus dirigentes foram capazes de resistir a esse movimento, mas acabaram forçados a uma mudança de nome, tornando-se Volkssport Gemeinschaft Altglienicke, considerado mais politicamente correto. O clube também foi capaz de resistir a uma segunda tentativa de fusão na década de 60, dessa vez com o BSG Fernsehen. Após a reunificação do país, o clube votou para manter a sua identidade como VSG, ao invés de voltar a ser ASV.
Foi promovido à Kreisliga-A em 2004.
O VSG viu-se envolvido em polêmica por conta de comentários anti-semitas dos jogadores do segundo time. Os fãs gritavam slogans e proclamaram ofensas durante um jogo da Kreisliga-B Berlin em partida contra o TuS Makkabi Berlim ocorrida em outubro de 2006. O jogo foi repetido depois, mas o Makkabi deixou o campo em protesto no minuto 78 e o Altglienicke foi obrigado a atuar com as arquibancadas vazias nas duas partidas seguintes. Os chefes da equipe e jogadores também foram obrigados a assistir a seminários anti-racismo ou enfrentar a proibição de jogar em qualquer campeonato de Berlim.
O clube joga jogos em casa no Altglienicke Stadion com capacidade para 2.500 pessoas.